# Ritterkopf
Ritterkopf är ett berg i Österrike. Det är beläget i distriktet Zell am See och förbundslandet Salzburg, i den centrala delen av landet, 290 km väster om huvudstaden Wien. Toppen på Ritterkopf är 3006 meter över havet.
Terrängen runt Ritterkopf är huvudsakligen bergig. Närmaste större samhälle är Bad Hofgastein, 13,8 km nordost om Ritterkopf. 
Trakten runt Ritterkopf består i huvudsak av gräsmarker. Runt Ritterkopf är det ganska glesbefolkat, med 45 invånare per kvadratkilometer.